# Marius Skram-Jensen
Marius Halvor Skram-Jensen (1. marts 1881 i Slagelse - 17. januar 1975 i Harriman, Tennessee, USA) var en dansk gymnast medlem af Københavns Gymnastikforening. 
Marius Skram-Jensen deltog i de Olympiske mellemlege 1906 i Athen, og var ved den lejlighed med til at sikre Danmark sølvmedaljer i holdkonkurrencen i gymnastik. Norge vandt guld. 
Marius Skram-Jensen emigrerede omkring 1910 til USA, hvor han bosatte sig i Houston Mississippi og skiftede der navn til John Jensen.